# Зенит (стадион, Тула)
«Зенит» — бывший стадион в Туле, существовавший в 1929—1980 годах на территории Городского кремля, в его восточной части. Одна из первых арен в истории местного ФК «Арсенал».

## История
Стадион на территории Тульского кремля появился в 1929 году. Подобное местоположение арены было обусловлено острой нехваткой площадей в городе, что препятствовало проведению различных парадов и крупных демонстраций. Владельцем стадиона являлось ДСО «Зенит», также на арене тренировались представители ДСО «Трудовые резервы».
Матчи главной команды города поле начало принимать с 1936 года. Помимо футбольного газона на стадионе имелись также площадки для волейбола, баскетбола, городков, теннисный корт. Помимо этого на арене проходили соревнования по дрессировке собак и мотоболу.
У кремлёвской стены оборудовали двухэтажное деревянное здание с раздевалками для спортсменов и рабочими помещениями для сотрудников арены. 
Стадион принимал и международные мероприятия — в 1931 году на нем с показательными номерами выступали спортсмены-легкоатлеты из Германии, а в 1932 году арену с дружественным визитом посетила делегация британских спортсменов.
В зимний период на стадионе открывался каток, в 1951 году принявший чемпионат СССР по фигурному катанию.
Именно на этом катке начинал свою карьеру выдающийся советский конькобежец Евгений Гришин.

### Упадок
В 1959 году «Арсенал» переехал на новый Центральный стадион, и «Зенит» постепенно начал утрачивать былую значимость.
Окончательно стадион был снесен в 1980 году незадолго до Олимпиады.